# Городківська сільська рада (Тульчинський район)
Городківська сільська рада — орган місцевого самоврядування з центром у селі Городківка у Крижопільському районі Вінницької області.

## Населені пункти
Сільській раді підпорядковані населені пункти:
- с. Городківка

## Склад

### 6 скликання
Кількісний склад ради становить 30 депутатів.
Головою сільської ради є Олександр Анатолійович Гаврилюк (з 01.11.2010).
За результатами виборів 31 жовтня 2010 року раду сформували:
- 11 депутатів від Української партії «Єдність»;
- 10 депутатів від Партії регіонів;
- 1 депутат від Політичної партії Всеукраїнське об'єднання «Батьківщина»;
- 1 депутат від Політичної партії «Нова політика»;
- 1 депутат від Комуністичної партії;
- 6 депутатів-самовисуванців.

Вищу освіту мають 16 депутатів, 8 — середню спеціальну, 6 — середню.
З них жінок — 13, чоловіків — 17.

## Керівний склад сільської ради
| ПІБ                             | Основні відомості                                                         | Дата обрання | Дата звільнення |
| ------------------------------- | ------------------------------------------------------------------------- | ------------ | --------------- |
| Гаврилюк Олександр Анатолійович | Сільський голова, 1976 року народження, освіта                            | 26.03.2006   | 31.10.2010      |
| Гаврилюк Олександр Анатолійович | Сільський голова, 1977 року народження, освіта вища, член Партії регіонів | 31.10.2010   |                 |

Примітка: таблиця складена за даними джерела

## Виноски
1. ↑  Результати виборів депутатів ради. cvk.gov.ua. Архів оригіналу за 10 червня 2015. Процитовано 14 лютого 2011.
2. ↑  rada.gov.ua. Архів оригіналу за 17 травня 2014. Процитовано 16 травня 2014.